# Balançó (nissaga)
Els Balançó (també escrit Balansó o Balanzó) són una nissaga originària de Gascunya que es va establir a Catalunya al segle xvii. Alguns membres de la família es van dedicar a la marineria i van participar en la Confraria i Germandat de Sant Elm de Mataró, així com en el comerç marítim i l'ultramarí amb les Antilles, especialment a Cúcuta, Veneçuela, Cuba i Puerto Rico, però la majoria continuen vivint a Catalunya. De fet, segons l'Institut d'Estadística de Catalunya, el 2021 n'hi havia 77 persones amb Balanzó com a primer cognom sobre un total de població de 7.739.758. Es tractava del 8.335è cognom més comú.
| Àmbit territorial   | Posició | Freqüència | %    |
| ------------------- | ------- | ---------- | ---- |
| Metropolità         | 6.117   | 69         | 0,01 |
| Comarques Gironines | 16.414  | 5          | 0,00 |
| Total               | 8.335   | 77         | 0,00 |

## Història

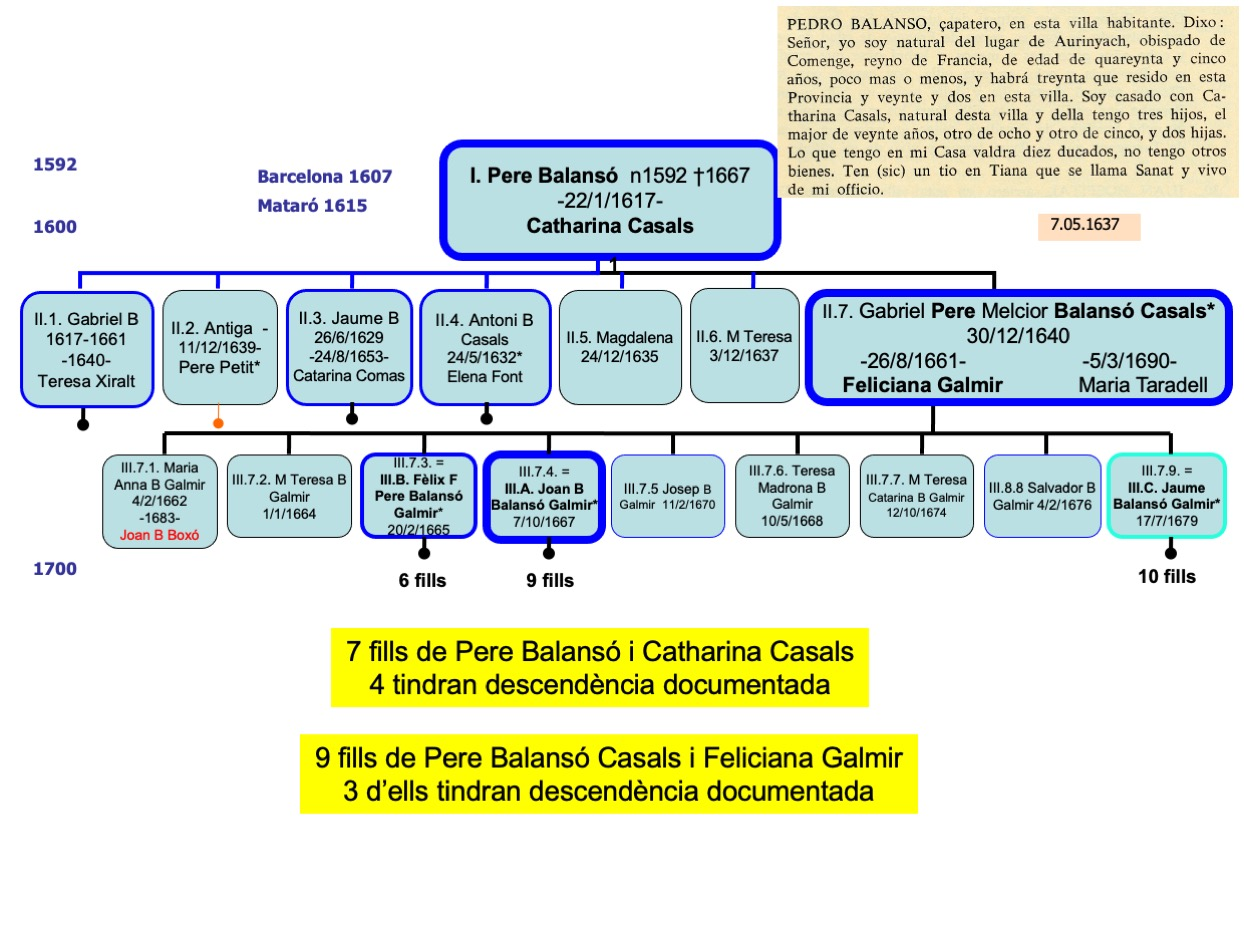
Els set fills de Pere Balansó i Catarina Casals i els nou fills de Pere Balansó i Casals i Feliciana Galmir

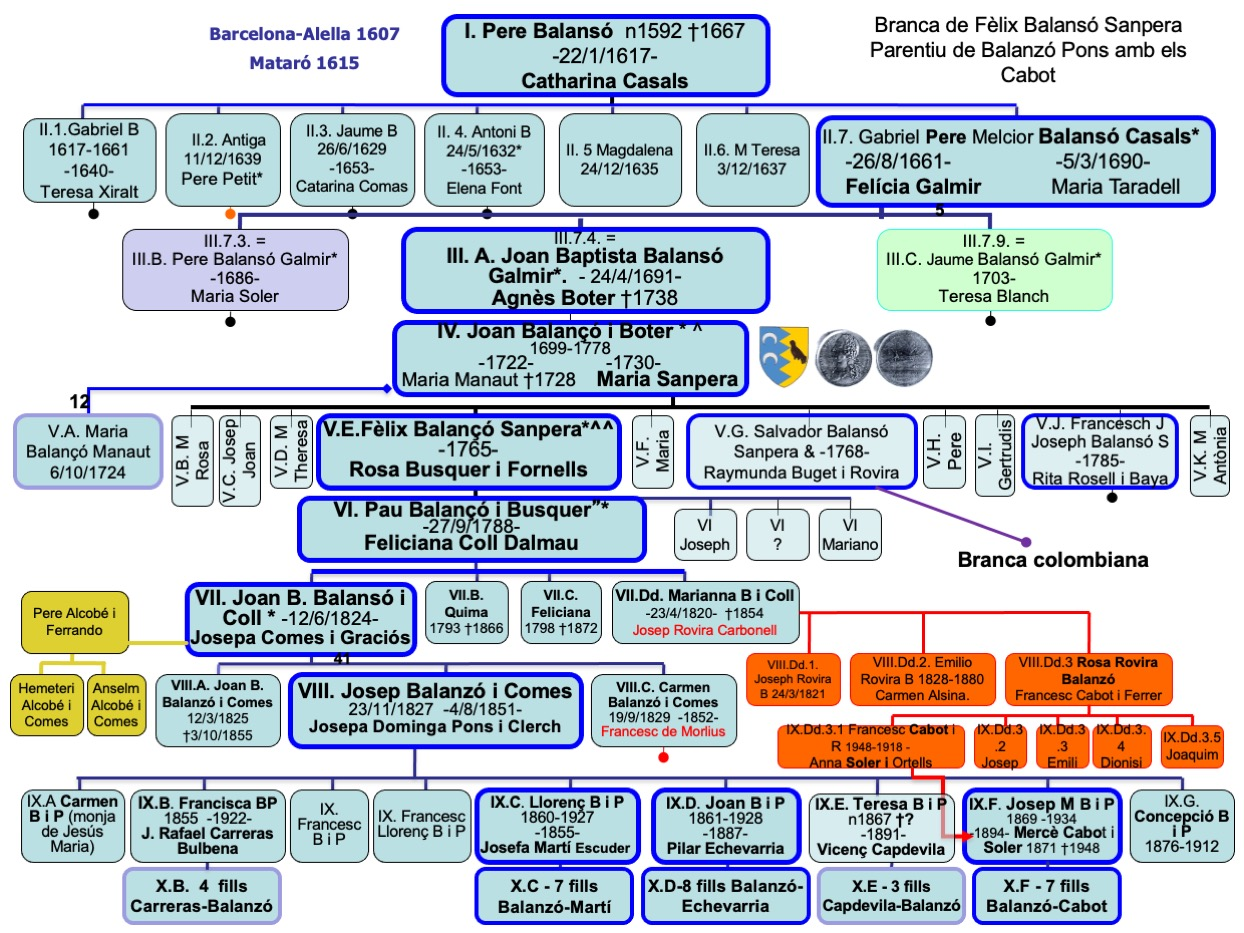
Arbre genealògic amb nou de les quinze generacions de la branca Balançó i Sanpera i parentiu amb els Cabot

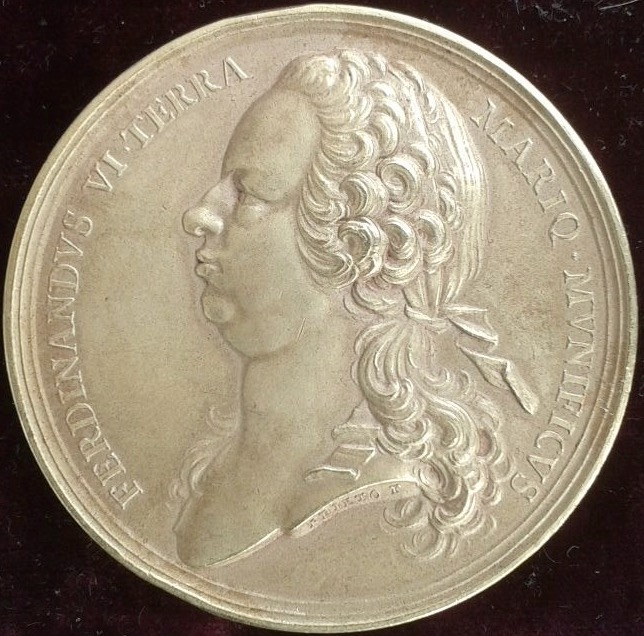
Anvers de la medalla civil del Rei Ferran VI a Joan Balançó i Boter per la gesta del 1757.

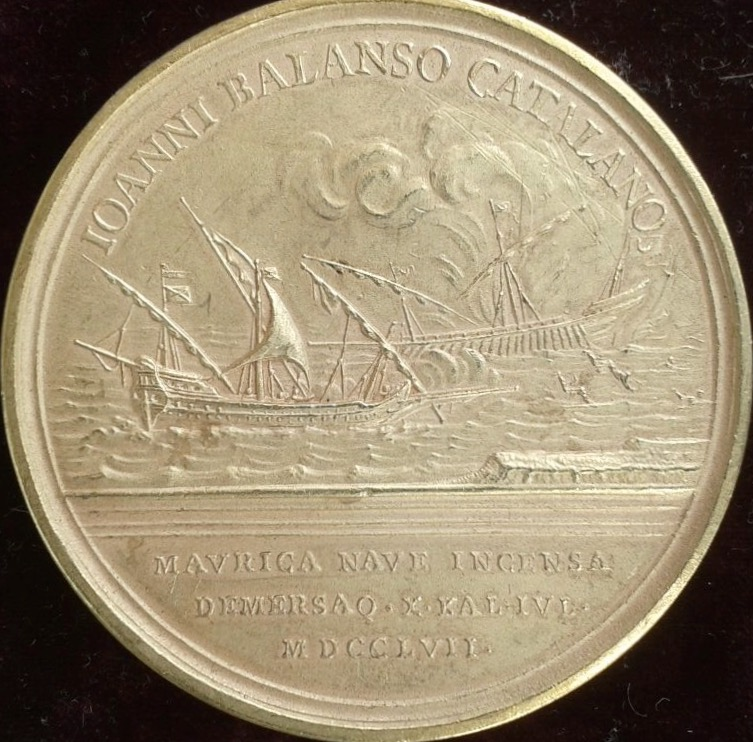
En el revers, les dues naus i els vençuts llençant-se a l'aigua. La llegenda MAURICA NAVE INCENSA DEMERSAQ· X· KAL· IUL· MDCCVII «Al català Joan Balansó per haver incendiat i enfonsat una nau mora»

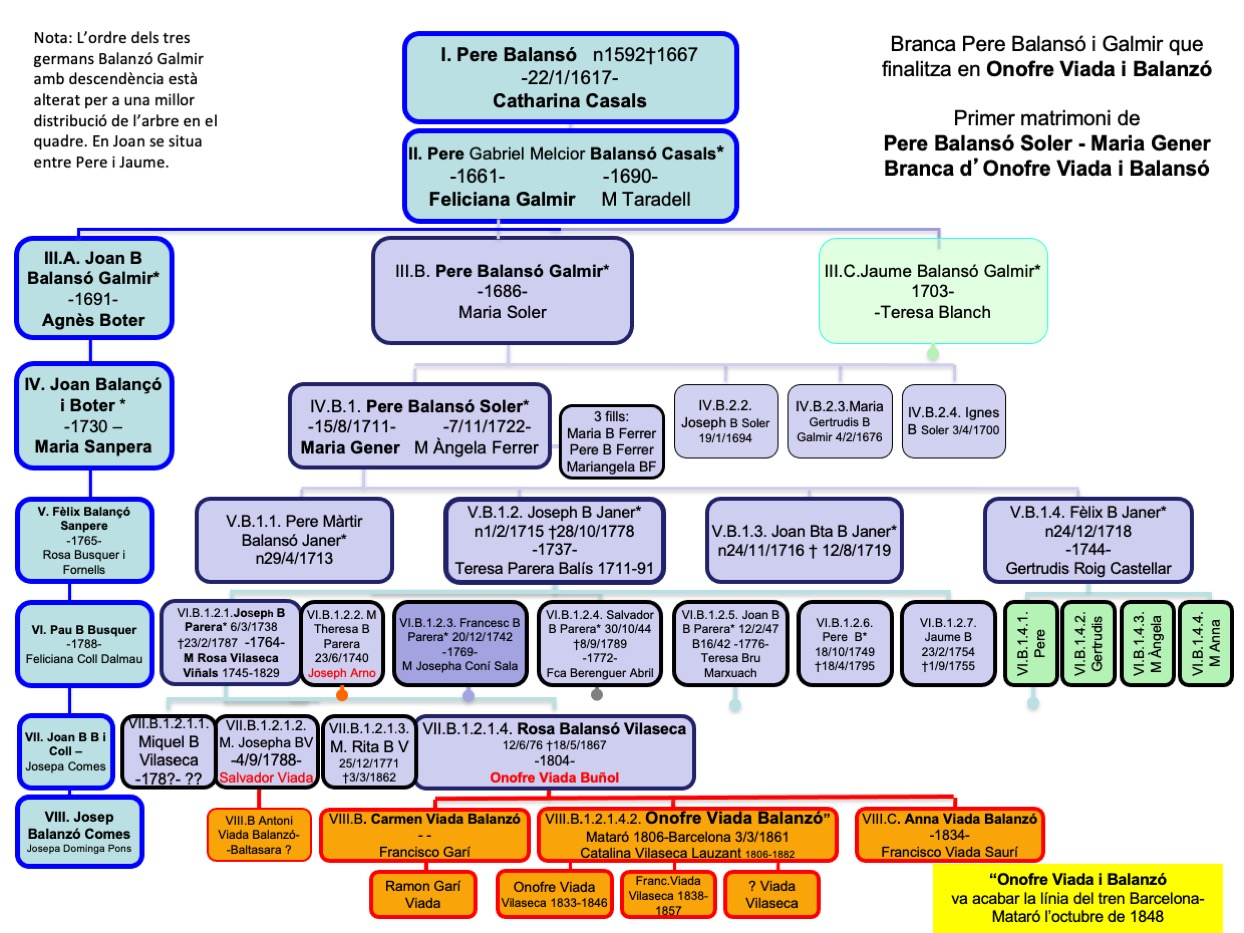
Branca de Pere Balançó i Galmir que arriba fins a Onofre Viada i Balançó (1808-1861)

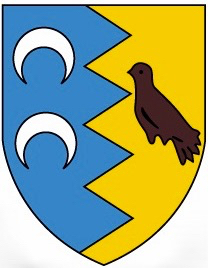
Les dues mitges llunes representen les dues naus que Balançó i Boter va vèncer els anys 1753 i 1757. La merla sense bec ni potes representa haver patit algun conflicte mariner

Pere Balansó (Aurinhac, 1592 - Mataró 1669) era un immigrant gascó que va arribar a Alella i el 1615 es va traslladar a Mataró. El gener de 1617 es casà amb Catarina Casals, donzella de la vila amb la que va tenir set fills. Els germans Antoni i Pere Balansó i Casals, nascuts respectivament el 1632 i 1640, es dedicaren a la marineria i intervingueren en la direcció de la Confraria i Germandat de Sant Elm de Mataró, de la qual Pere en va ser tresorer i administrador, segons consta en els estatuts de l'esmentada germandat.
Els tres fills mariners de Pere Balansó i Casals i Feliciana Galmir: Pere (1665), Joan Baptista (1667) i Jaume (1679), van tenir també una descendència marinera, destacant en tant que pilots o patrons de vaixells. en la navegació i l'apertura de negocis i comerç amb les Antilles. Fou l'exportació de productes del Maresme de l'agricultura i el tèxtil, especialment d'indianes, i la importació de productes del comerç colonial, la principal activitat de la nissaga.
El 22 de juny de 1757, Joan Baptista Balançó i Boter (Mataró 1699-1778), net de Pere Balansó i Casals, amb la tripulació del seu pinc St. Antoni, retornant de Marsella, rebutjaren l'atac d'una galera d'Alger davant les Illes Formigues, entre Calella i Palamós. Aquell fet, amb el lliurament dels presoners a les autoritats, tingué una gran repercussió i obtingué el reconeixement de Ferran VI, amb la imposició i ús de l'espasa, el grau de capità, la primera medalla civil i una pensió. La lluita amb els corsaris –hi hagué algun altre atac documentat el 1753- fou rememorada en el blasó familiar, amb dues mitges llunes cap avall i la merla sense bec ni potes, figures que venen a representar, l'una els fets d'armes, l'altra la condició professional del seu posseïdor, la marineria.
Pau Balançó i Busquer (Mataró, 1767- Illa de la Trinitat, c. 1802), casat amb Feliciana Coll Dalmau (Mataró, 1770-Barcelona, 1847), morí a la Illa de la Trinitat lluitant contra els anglesos en la Guerra angloespanyola (1796-1808).
Joan Baptista Balançó i Coll (1798-1830), fou víctima de naufragi davant la badia d'Alcúdia, fet que l'impedí fruir de la finca que de jove havia adquirit a Argentona en el límit municipal amb Mataró. La seva vídua Josepa Comes i Graciós es traslladà a Barcelona, i a l'entorn del 1840, començà l'arrelament barceloní dels Balançó.
Onofre Viada i Balançó (Mataró, 1806-Barcelona, 1861), de la branca de Pere Balançó i Galmir, amb el seu oncle Miquel Biada i Bunyol (Mataró 1789-1848), figuraren entre els impulsors de la construcció del ferrocarril Barcelona-Mataró –el primer de la Península-, prenent model de la línia construïda a Cuba entre l'Havana i Santiago.
Josep Balançó i Comes (Barcelona. 1827-1889), remodelà la finca d'Argentona. A Barcelona es dedicà al comerç relacionat amb el tèxtil i s'implicà directament en la gestió i direcció del Teatre Romea. Es va casar amb Josepa Domínica Pons i Clerch (†1900)
Dels nou fills Balançó-Pons, cinc es van casar emparentant amb diverses famílies conegudes. De la resta, Carme, la gran, es feu monja de la congregació de religioses de Jesús Maria, i Concepció, la petita, no es va casar. Altres dos nois moriren en néixer. La segona, Francesca (1885-1922), casà amb l'historiador i musicòleg Josep Rafael Carreras i Bulbena (1854-1931).
Llorenç de Balanzó i Pons (1860-1927) es casà amb Josepa Martí i Escuder. El 1921 obtingué el títol pontifici de marquès de Balanzó, donades les seves virtuts cristianes i la protecció que esmerçà envers diverses congregacions religioses. Amb els seus germans Joan i Josep Maria crearen la societat Balanzó Hermanos, que a finals del segle xix es dedicava a la importació de cafè i altres productes d'ultramar. Dels sis fills de Llorenç, Josep (1887-1936) va continuar el negoci amb el seu oncle Josep Maria i els seus cosins Balanzó i Cabot. Un altre fill, el pintor Estanislau de Balanzó Martí (1894-1936), va ser un dels fundadors dels Cercle Artístic de Sant Lluc.
El següent germà, Joan Balanzó i Pons (1861-1928), casat amb Pilar Echevarría Álvarez (1865-1905), deixà l'empresa familiar per a dedicar-se a la fabricació tèxtil. Van tenir 14 fills, i d'entre ells, el gran, Vicenç Balanzó i Echevarria (1888-1936), empresari del tèxtil, poeta, articulista del diari El Matí i dirigent d'Unió Democràtica de Catalunya, que contribuí a crear redactant els seus estatuts amb Manuel Carrasco i Formiguera. Ell i dos cosins Balanzó Martí, en Pep i l'Estanislau, foren executats els primers mesos de la Guerra Civil.
Ignasi Balanzó i Echevarria, casat amb Isabel Valls i Taberner, involucrats també en el mon tèxtil per ambdues bandes; el metge Antoni Balanzó (1900-1941), condeixeble amb Josep Trueta i Raspall de Manuel Corachan i Garcia. Pilar Balanzó i Echevarria (1897-1976) es casà amb Josep Guerrai Cortés, fill de l'iniciador d'una nissaga de farmacèutics de cinc generacions al carrer Gran de Gràcia de Barcelona; i, finalment, Concepció de Balanzó Echevarria (1904-1938), bibliotecària que moriria en accident durant la Guerra Civil tornant amb el Bibliobús de la Generalitat en el que viatjava amb Jordi Rubió i Balaguer.
Teresa Balanzó i Pons (1867-1949), es va casar amb Vicenç Capdevila i Boloix (1867-1935), notari d'Olot i pare, entre d'altres, de Josep Maria Capdevila i Balanzó (1892-1972) advocat, escriptor, filòsof i fundador del diari El Matí, del que en va ser director fins a l'any 1934. El petit dels nois, Josep Maria Balanzó i Pons (1869-1933) va contreure matrimoni amb Mercè Cabot i Soler (1871-1848), cosina seva en quarta generació. El seu pare Francesc Cabot i Rovira, casat amb Anna Soler i Ortells, era el més gran dels cinc fills de l'orfebre mataroní Francesc Cabot i Ferrer (fill de Pere Cabot de Sant Andreu de Llavaneres i Bonaventura Ferrer de Mataró) i Rosa Rovira i Balanzó, neboda de Joan Baptista Balanzó i Coll.